# Secret défense (film, 1990)
Pour plus de détails, voir Fiche technique et Distribution.
Pour les articles homonymes, voir Secret défense (homonymie).
Secret défense (Hidden Agenda) est un film britannique réalisé par Ken Loach, sorti en 1990.

## Synopsis
Une équipe de la Ligue internationale pour les droits civils arrive à Belfast lors d'une crise entre l'Irlande et la Grande-Bretagne. Son leader américain y est abattu par des policiers alors qu'il était en compagnie d'un militant de l'IRA. Un policier britannique enquête. Le chef de la police locale se méfie de lui. Un complot est progressivement révélé, mettant en cause six hauts personnages de l'État britannique non seulement impliqués dans cette affaire mais aussi dans la déstabilisation du précédent gouvernement travailliste avant l'arrivée au pouvoir de Margaret Thatcher.

## Fiche technique
- Titre original : Hidden Agenda
- Titre français : Secret défense
- Réalisation : Ken Loach
- Scénario : Jim Allen
- Production : John Daly, Eric Fellner, Derek Gibson, Rebecca O'Brien et Scott Millaney
- Musique : Stewart Copeland
- Photographie : Clive Tickner
- Montage : Jonathan Morris
- Décors : Martin Johnson
- Costumes : Daphne Dare
- Pays d'origine :  Royaume-Uni
- Format : Couleurs
- Genre : Drame
- Durée : 108 minutes
- Date de sortie : 1990

## Autour du film
- Le film s'inspire de faits réels, transcrits dans le rapport « John Stalker » sur l'Irlande du Nord, et dénonçant l'attitude du gouvernement britannique. Il a d'ailleurs déclenché un véritable scandale médiatique en Angleterre[réf. souhaitée].

- Le film vacille entre fiction et documentaire. Loach a voulu comme souvent dans ses réalisations pousser le réalisme à l’extrême. Au cours d'une scène vers la fin du film, un ex-agent du MI-5 britannique possédant une cassette audio qui incrimine le gouvernement britannique est enlevé par un escadron d’agents secrets et embarqué dans une camionnette sur le pont O'Connell, dans le centre de Dublin. Loach a filmé la scène avec une caméra cachée et sans prévenir les passants qu'ils ont participé au tournage du film[réf. souhaitée].

## Distribution
- Frances McDormand : Ingrid Jessner
- Brian Cox : Kerrigan
- Brad Dourif : Paul Sullivan
- Mai Zetterling : Moa
- Bernard Archard : Sir Robert Neil
- Michelle Fairley : Teresa Doyle

## Musique
- Joe McDonnell et Stewart Copeland pour la bande son.

## Récompenses
- Prix du jury au Festival de Cannes